# Les Épices de la passion
Pour plus de détails, voir Fiche technique et Distribution.
Les Épices de la passion (Como agua para chocolate) est un film mexicain d'Alfonso Arau sorti en 1992. Il est tiré du livre Chocolat amer de Laura Esquivel, qui a également écrit le scénario pour le film.
En juillet 1994, le film est inclus dans la liste établie par la revue Somos des 100 meilleurs films mexicains de tous les temps.

## Synopsis
Au début du XXe pendant la révolution mexicaine, Tita, une jeune femme, est tombée amoureuse de Pedro. Mais la tradition l'empêche de partir épouser le jeune homme, tant que sa mère est vivante. Elle exprime donc ses sentiments à travers la préparation de plats épicés.

## Fiche technique
- Titre : Les Épices de la passion
- Titre original : Como agua para chocolate
- Réalisation : Alfonso Arau
- Scénario : Laura Esquivel, d'après son roman
- Directeur de la photographie : Steven Bernstein (en), Emmanuel Lubezki
- Musique : Leo Brouwer
- Montage : Carlos Bolado
- Sociétés de production : Cinevista
- Pays :  Mexique
- Langue : Espagnol
- Genre : Drame et historique
- Durée : 113 minutes
- Dates de sortie
  -  Mexique : 16 avril 1992
  -  France : 7 juillet 1993

## Distribution
- Marco Leonardi : Pedro
- Lumi Cavazos : Tita
- Regina Torne : Mama Elena
- Mario Ivan Martinez : le docteur John Brown
- Ada Carrasco : Nacha
- Yareli Azizmendi : Rosaura

## Prix et nominations

### 1992
- Premios Ariel : Nommé pour 14 prix, le film en obtient 10, dont ceux du meilleur film, du meilleur réalisateur et des meilleures interprétations pour les premiers rôles masculin et féminin.
- Festival international du film de Guadalajara : Prix du public
- Festival international du film de Tokyo : Prix de la meilleure actrice pour Lumi Cavazos et de la meilleure performance artistique.

### 1993
- Prix Goya : Nommé pour le prix du meilleur film étranger en langue hispanique.
- Golden Globes 1993 : Nommé pour le prix du meilleur film étranger.
- Festival du film de Gramado : Prix du public et de la meilleure actrice principale.

### 1994
- Independent Spirit Awards : Nommé pour le prix du meilleur film étranger.
- BAFTA Awards : Nommé pour le prix du meilleur film en langue étrangère.